# Rices Landing, Pennsylvania
Rices Landing là một thị trấn thuộc quận Greene, tiểu bang Pennsylvania, Hoa Kỳ. Năm 2010, dân số của thị trấn này là 463 người.